# Riesgo de liquidez
Uno de los problemas más importantes que los bancos e financiera deben resolver a diario es calcular cuánto dinero deben mantener en efectivo para pagar todas sus obligaciones a tiempo. Estas, en su mayoría, provienen de la recuperación en la cartera de sus proveedores de fondos; que son quienes han entregado recursos a la institución financiera de intermediación (IFI). La última aquí descrita, es la encargada en devolverlos, ya sea al final del término de un depósito a plazo,  cuando el cliente de anhelo cuenta de ahorro o corriente los requiera.
Dado que el negocio de las IFI es prestar dinero, aquellas tratarán de colocar la mayoría del mismo que administran. La razón de esto es que, si mantuviera en demasiado capital en caja para hacer pagos o devolver depósitos, perderían la oportunidad de hacerlo rentable. No obstante, si la institución tan solo mantuviera el mínimo de liquidez reglamentado —dependiendo de la legislación de cada país—, puede correr el riesgo de no estar en capacidad de enfrentar sus obligaciones y así caer en iliquidez.
La anterior es muy distinta de la insolvencia, puesto que una IFI insolvente perdió su capital; en tanto que una IFI ilíquida, en principio, no tiene recursos en efectivo para saldar sus deberes perentorios. Sin embargo, si una IFI tiene problemas de liquidez, usualmente tratará de vender sus inversiones o parte de su cartera de créditos para obtener efectivo rápidamente, incluso afrontando pérdidas al hacerlo. Por ello, la liquidez mal administrada puede conducir a la insolvencia. Este peligro es conocido como riesgo de liquidez.
Para mitigar este riesgo, las IFI realizan permanentemente cálculos que les permitan establecer las fechas y montos del dinero que necesitarán para cumplir con sus obligaciones, así como del dinero que podrían recibir en concepto de depósitos y repagos de los préstamos concedidos. Cuando los montos o las fechas no coinciden, se dice que la IFI está “descalzada”.
El descalce e iliquidez de una IFI podría proyectar la percepción de insolvente  a su cartera clientelar. Esto generalmente conduce a corridas de depósitos, las cuales pueden contagiar a otras entidades bancarias que dependen de pagos de esta IFI descalzada, pudiendo igualmente quedar ilíquidas. Al final, el fenómeno genera una suerte de efecto de bola de nieve que afectará la estabilidad del cualquier sistema financiero nacional.
Por este motivo, los superintendentes bancarios en todo el mundo vigilan permanentemente la liquidez de las IFI. De esta manera, pudiendo anticiparse a dichas contingencias, tendrán la facultad de establecer si alguna entidad financiera requiere ser intervenida y evitar dichos efectos.